# المدرسة العامرية (اليمن)

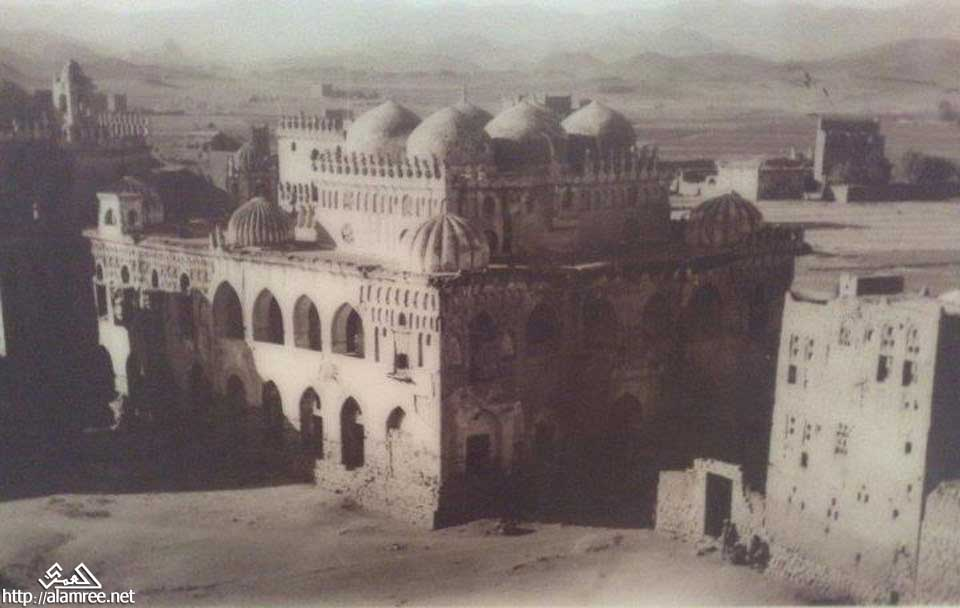
صورة قديمة لمدرسة العامرية

مسجد ومدرسة العامرية هي من أهم المساجد والمدارس القديمة والأثرية في اليمن، وتقع في مدينة رداع في محافظة البيضاء، تأسست عام 1504 أيام الملك الظافر عامر بن عبدالوهاب ملك الدولة الطاهرية وسميت باسمه، وهي حالياً مرشحة لتكون من مواقع التراث العالمي،  وهي مثال على الهندسة المعمارية الطاهرية في اليمن. وكان النصب في حالة سيئة حتى عام 1978 بفضل جهود الآثارية العراقية سلمى الراضي التي ساعدت على تمويل إعادة ترميمه بجهد من جانبها لمدة اثنين وعشرين سنة 

## تاريخ البناء
بناها السلطان الظافر عامر بن عبد الوهاب بن داود بن طاهر في شهر ربيع الأول عام 910 هـ ـ أيلول سنة1504 م. وقد قام بالإشراف على بنائها وزيره الأمير علي بن محمد البعداني، وهي ما تزال عامرة حتى اليوم، ولكنها وشيكة الخراب؛ لإهمال نظار الأوقاف لها، لاسيما بعد أن استبيحت أوقافها واستولى عليها الولاة والحكام لأنفسهم.

## محاولة هدمها
كان أول من سعى في خرابها الإمام المهدي محمد بن أحمد بن الحسن (صاحب المواهب) المتوفى سنة 1130هـ. فقد أراد هدمها لأنها في زعمه واعتقاده من آثار كفار التأويل (تأويل)، وهم لا قربة لهم، فتصدى له القاضي علي بن أحمد السماوي المتوفى برداع سنة 1117 هـ، وحذره من عاقبة عمله إن هو أصر على خرابها، وتلا عليه قول الله تعالى: (ومن أظلم ممن منع مساجد الله أن يذكر فيها اسمه وسعى في خرابها). فتوقف المهدي عن خرابها مكتفياً بهدم معظم شرفاتها تحلة ليمينه: فقد كان أقسم- كما يقال - بأنه سيهدمها وإن كان المطهرابن الإمام شرف الدين قد سلبها محاسنها من قبل، بعد أن قضى على دولة بني طاهر.

## الوصف المعماري

### الطابق الأرضي
مقسم على هيئة غرف يفصل بينها جدران سميكة يدخل إليها من خلال بابين في الجدار الغربي وباب في الجدار الجنوبي وباب في الجدار الشرقي وفي الركن الجنوبي الغربي توجد حمامات «مطاهر» خاصة للطلاب تتصل بها مجاري لانتقال المياه إليها.

### الطابق العلوي
وقد خصص هذا الطابق للصلاة والعبادة ويتكون من بيت الصلاة وهو مستطيل الشكل تغطيه ست قباب مقامة على عقود مدببة يحملها عمودان وأوجه العقود وبواطنها مزينة بزخارف جصية وملونة تتمثل بزخارف هندسية ونباتية، بالإضافة إلى بعض الكتابات القرآنية، كما يزين بواطن القباب مجموعة من الزخارف الملونـة المتمثلة في أشكال نباتية وهندسية أما أقطاب القباب فتزينه كتابات قرآنية كتبت بخط الثلث ويدور حول جدران «بيت الصلاة» شريط كتابي ملون يحتوي على ألقاب السلطان «عامر بن عبد الوهاب».

### المحراب
يتوسط الجدار الشمالي وهو عبارة عن تجويف بسيط حوله زخارف جصية ويفتح بيت الصلاة بثلاثة أبواب على الرواق الشمالي المحيط بالفناء ويحيط ببيت الصلاة ثلاثة دهاليز من الجهات الشرقية والغربية والشمالية.

### الفناء الصرح
فهو مستطيل الشكل تحيط به أربعة أروقة، ويفتح كل رواق على الفناء بثلاثة عقود مدببة ترتكز على دعامات وأعمدة رخامية.

## كتابات وزخرفات
مكتوب في جدار مسجد القبة من الداخل ما يلي:
| المدرسة العامرية (اليمن) | بسم الله الرحمن الرحيم إنما يعمر مساجد الله من آمن بالله واليوم الآخر وأقام الصلاة، وآتى الزكاة ولم يخش إلا الله، فعسى أولئك أن يكونوا من المهتدين، أمر بعمارة هذه المدرسة المباركة السعيدة مولانا ومالكنا ومالك أمرنا مولانا الإمام الأعظم والملك المعظم مصباح الآفاق، ومالك سرير الخلافة باستحقاق، ظل الله على الأنام، ملك الشام واليمن، وارث ملك تبع وابن سيف بن ذي يزن، ذو المفاخر والمناقب سلطان المشارق والمغارب مالك رقاب الأمم، وحاوي فضيلتي السيف والقلم، مولى الحلم والرأفة، مالك دستور الخلافة، طيب العناصر، فخر الأوائل والأواخر، بهاء الملة والدين، سيد الملوك والسلاطين، حجة الله على الإسلام ومحي شريعة محمد عليه-الصلاة والسلام أمير المؤمنين خليفة رسول رب العالمين، صلاح الدنيا والدين السلطان ابن السلطان، الملك الظافر، مولانا عامر بن مولانا السلطان الملك المنصور عبد الوهاب بن داود بن طاهر. | المدرسة العامرية (اليمن) |

وقد اختفى معظم هذه الكتابة تحت ركام من طبقات الجص بما في ذلك التاريخ، ولم يبق من الكتابة التي تقرأ إلا القليل.